# Луїс Ібарра (футбольний тренер)
Луїс Ібарра (ісп. Luis Ibarra; 3 лютого 1937 — 12 листопада 2013) — чилійський футбольний тренер, відомий роботою з низкою чилійських клубних команд і національною збірною країни.

## Ігрова кар'єра
У дорослому футболі дебютував 1954 року виступами за команду клубу «Універсідад де Чилі», кольори якої і захищав протягом усієї своєї кар'єри гравця, що тривала дев'ять років.

## Кар'єра тренера
Розпочав тренерську кар'єру, повернувшись до футболу після тривалої перерви, 1973 року, очоливши тренерський штаб клубу «Депортес Антофагаста».
Протягом другої половини 1970-х і на початку 1980-х працював з командами «Універсідад де Чилі», «Кокімбо Унідо» і «Депортес Наваль».
1983 очолив тренерський штаб національної збірної Чилі, з якою брав участь у Кубку Америки 1983 року. На континентальній першості чилійці до останнього матчу групового етапу боролися за єдину путівку до стадії плей-оф, проте в останньому колі не змогли здолати аутсайдерів, збірну Венесуели, і завершили боротьбу на турнірі. Після його завершення Ібарра залишив національну команду, утім, за три роки, у 1986, повертався на її тренерський місток, а у 1987 році тренував молодіжну збірну країни.
Решту кар'єри присвятив роботі на клубному рівні, знову тренував команди «Універсідад де Чилі» і «Депортес Наваль».
Помер 12 листопада 2013 року на 77-му році життя.